# Острова Кайман на летних Олимпийских играх 1976
Каймановы Острова принимали участие в Летних Олимпийских играх 1976 года в Монреале (Канада) в первый раз за свою историю, но не завоевали ни одной медали. Страну представляли 2 яхтсмена.

## Результаты соревнований

### Парусный спорт
| Класс | Спортсмены                       | Гонка | Гонка | Гонка | Гонка | Гонка | Гонка | Гонка | Очки | Место |
| Класс | Спортсмены                       | 1     | 2     | 3     | 4     | 5     | 6     | 7     | Очки | Место |
| ----- | -------------------------------- | ----- | ----- | ----- | ----- | ----- | ----- | ----- | ---- | ----- |
| 470   | Джерри Киркконнелл Питер Милбёрн | 34    | 29    | 24    | 37    | 34    | 31    | 34    | 176  | 28    |